# Geneviève Inagosi
Geneviève Inagosi est une femme politique de la République démocratique du Congo. 

## Biographie
Originaire de Wamba, Geneviève Inagossi est détentrice d'une licence en orientation scolaire et professionnelle à l'Université pédagogique nationale. Elle présente le journal télévisé de la chaîne nationale RTNC pendant plusieurs années et travaille en tant qu'attachée de presse et conseillère en communication dans plusieurs ministères. 
Elle est élue députée nationale aux Élections législatives de 2011 en république démocratique du Congo.
Elle est à nouveau députée nationale à la suite des élections législatives de 2018, et est ministre du Genre, Famille et Enfant au sein du gouvernement Matata.

## Lire aussi
- Juliette Mbambu Mughole
- Ève Bazaiba
- Aminata Namasia